# Antignac (Alta Garonna)
Antignac è un comune francese di 113 abitanti situato nel dipartimento dell'Alta Garonna nella regione dell'Occitania.

## Società

### Evoluzione demografica
Abitanti censiti